# Canton de Moÿ-de-l'Aisne
Le canton de Moÿ-de-l'Aisne est une ancienne division administrative française située dans le département de l'Aisne et la région Picardie.

## Géographie
Ce canton a été organisé autour de Moÿ-de-l'Aisne dans l'arrondissement de Saint-Quentin. Son altitude varie de 49 m (Vendeuil) à 126 m (Benay) pour une altitude moyenne de 85 m.

## Histoire

### Révolution française

Carte du canton de Moÿ-de-l'Aisne en 1790.

Le canton est créé le 18 février 1790 sous la Révolution française sous le nom de canton de Moÿ,.
Le canton a compté vingt-et-une communes avec Moÿ pour chef-lieu au moment de sa création : Alaincourt, Benay, Berthenicourt, Brissay-Choigny, Brissy, Cerizy, Châtillon-sur-Oise, Clastres, Essigny-le-Grand, Gibercourt, Hamégicourt, Hinacourt, Itancourt, Ly-Fontaine, Mézières-sur-Oise, Montescourt-Lizerolles, Möy, Neuville-Saint-Amand, Remigny, Urvillers et Vendeuil. Il est une subdivision du district de Saint-Quentin qui disparait le 5 Fructidor An III (22 août 1795). Le canton ne subit aucune modification dans sa composition communale pendant cette période.
Lors de la création des arrondissements par la loi du 28 pluviôse an VIII (17 février 1800), le canton de Moÿ est rattaché à l'arrondissement de Saint-Quentin.

### 1801-2015
L'arrêté du 3 vendémiaire an X (25 septembre 1801) entraine un redécoupage du canton de Moÿ qui est conservé. Clastres et 
Montescourt-Lizerolles sont détachées du canton pour rejoindre celui de Saint-Simon. Le nombre de communes passe de 21 à 19 communes.
En 1921, la commune de Moÿ devient Moÿ-de-l'Aisne. Avec le changement de nom du chef-lieu, le canton prend le nom de canton de Moÿ-de-l'Aisne.
Par décret du 19 juillet 1952, Neuville-Saint-Amand est détachée du canton pour rejoindre celui de Saint-Quentin,. Le canton comprend 18 communes, à la suite de ce changement de canton.
Par arrêté préfectoral du 20 février 1965, Brissy et Hamégicourt fusionnent le 25 février 1965 pour former la commune de Brissy-Hamégicourt,. La composition communale du canton passe à 17 communes et elle n'évolue pas jusqu'en mars 2015.

### Redécoupage de 2015
Un nouveau découpage territorial de l'Aisne entre en vigueur en mars 2015, défini par le décret du 21 février 2014 , en application des lois du 17 mai 2013 (loi organique 2013-402 et loi 2013-403). Les conseillers départementaux sont, à compter de ces élections, élus au scrutin majoritaire binominal mixte. Les électeurs de chaque canton élisent au Conseil départemental, nouvelle appellation du Conseil général, deux membres de sexe différent, qui se présentent en binôme de candidats. Les conseillers départementaux sont élus pour 6 ans au scrutin binominal majoritaire à deux tours, l'accès au second tour nécessitant 10 % des inscrits au 1er tour. En outre la totalité des conseillers départementaux est renouvelée. Ce nouveau mode de scrutin nécessite un redécoupage des cantons dont le nombre est divisé par deux avec arrondi à l'unité impaire supérieure. Dans l'Aisne, le nombre de cantons passe ainsi de 42 à 21. Le canton de Moÿ-de-l'Aisne ne fait pas partie des cantons conservés du département. 
Le canton disparait lors des élections départementales de mars 2015. L'ensemble des communes est regroupée au canton voisin de Ribemont.

## Représentation

### Conseillers généraux de 1833 à 2015
| Période | Période          | Identité                            | Étiquette    | Qualité |
| ------- | ---------------- | ----------------------------------- | ------------ | --- |
| 1833    | 1861             | Charles Étienne Paul Moret          |              | Propriétaire, filateur de lin, ancien juge de paix à Moÿ-de-l'Aisne |
| 1861    | 1871             | Baron Auguste de Robert du Châtelet |              | Propriétaire, maire d'Hinacourt |
| 1871    | 1882             | Jean Victor Vaïsse (1836-1891)      | Droite       | Propriétaire à Vendeuil |
| 1882    | 1893 (décès)     | Louis Lefebvre                      | Droite       | Avocat, ancien bâtonnier de l'Ordre,secrétaire-général du Comice agricole, maire d'Essigny-le-Grand                                                                        |
| 1893    | 1931             | Emile Demarolle                     | Républicain  | Agriculteur, administrateur de la Banque de France Maire de Neuville-Saint-Amand                                                                                           |
| 1931    | 1937             | Joseph Anatole Petit                | Rad.         | Instituteur à Gauchy, puis directeur du collège de Fresnoy-le-Grand Maire de Moÿ-de-l'Aisne, conseiller d'arrondissement                                                   |
| 1937    | 1940             | Maurice Thelliez (1893-1972)        | Rad.         | Cultivateur Maire de Brissay-Choigny, conseiller d'arrondissement Membre de la Commission administrative départementale (1941-1943) Nommé conseiller départemental en 1943 |
|         |                  |                                     |              | |
| 1945    | 1951             | Louis Delclitte                     | PCF          | Employé d'assurances, Moy-de-l'Aisne |
| 1951    | 1967 (démission) | Maurice Thelliez                    | Rad.         | Cultivateur Maire de Brissay-Choigny |
| 1967    | 1974 (décès)     | Bernard Testu                       | DVD          | Fonctionnaire |
| 1974    | 1982             | Jean-Claude Abrassart (1939-1983)   | CDP puis UDF | Maire de Brissy-Hamégicourt |
| 1982    | 2001             | René Lahire                         | CNI puis DVD | Agriculteur, Maire de Brissy-Hamégicourt puis Conseiller municipal de Moÿ-de-l'Aisne                                                                                       |
| 2001    | 2008             | Bernard Testu                       | RPR puis UMP | Chef de cabinet de Michel Barnier puis d'Hervé Gaymard, Brissy-Hamégicourt                                                                                                 |
| 2008    | 2015             | Frédéric Martin                     | PS           | Directeur adjoint plateforme courrier Conseiller municipal de Moÿ-de-l'Aisne                                                                                               |

### Conseillers d'arrondissement (de 1833 à 1940)
| Période                                  | Période      | Identité                                 | Étiquette | Qualité |
| ---------------------------------------- | ------------ | ---------------------------------------- | --------- | --- |
| 1833                                     | 1839 (décès) | François Hugues (1779-1839)              |           | Notaire, maire d'Hamégicourt                                                                                |
| 1839                                     | 1842         | Eudoxie Louis Charles Jorand (1798-1866) |           | Notaire, maire de Moÿ                                                                                       |
| 1842                                     | 1848         | Félix Désiré Vinchon (1792-1868)         |           | Ancien notaire, maire de Vendeuil, suppléant du juge de paix                                                |
|                                          |              |                                          |           | |
| av.1876                                  |              | M. Duplaquet                             |           | Propriétaire à Moÿ                                                                                          |
|                                          |              |                                          |           | |
| 1904                                     | 1919         | Achille Langlet                          |           | Maire de Moÿ                                                                                                |
| 1919                                     | 1928         | Lucien Carlier                           |           | Cultivateur à Moÿ                                                                                           |
| 1928                                     | 1931         | Joseph Anatole Petit                     | Rad.      | Instituteur à Gauchy, puis directeur du collège de Fresnoy-le-Grand Maire de Moÿ                            |
| 1931                                     | 1937         | Maurice Thelliez                         | Radical   | Cultivateur, conseiller municipal de Brissay-Choigny                                                        |
| 19 déc.1937                              | 1940         | Charles Cambier (1903-1971)              | PC-SFIC   | Ouvrier métallurgiste, Saint-Quentin                                                                        |
| 1940                                     |              |                                          |           | Les conseils d'arrondissement ont été suspendus par la loi du 12 octobre 1940 et n'ont jamais été réactivés |
| Les données manquantes sont à compléter. |              |                                          |           | |

## Composition
Le canton de Moÿ-de-l'Aisne a groupé 17 communes et a compté 7 898 habitants en 2012.
| Code Insee | Nom                        | Superficie (km2) | Population (hab.) | Densité (hab./km2) |
| ---------- | -------------------------- | ---------------- | ----------------- | ------------------ |
| 02532      | Moÿ-de-l'Aisne (Chef-lieu) | 6,26             | 978               | 156,23             |
| 02009      | Alaincourt                 | 5,90             | 520               | 88,14              |
| 02066      | Benay                      | 6,81             | 213               | 31,28              |
| 02075      | Berthenicourt              | 3,07             | 207               | 67,43              |
| 02123      | Brissay-Choigny            | 8,98             | 298               | 33,18              |
| 02124      | Brissy-Hamégicourt         | 12,38            | 640               | 51,7               |
| 02149      | Cerizy                     | 4,00             | 64                | 16                 |
| 02170      | Châtillon-sur-Oise         | 2,62             | 124               | 47,33              |
| 02287      | Essigny-le-Grand           | 13,38            | 1 086             | 81,17              |
| 02345      | Gibercourt                 | 2,69             | 46                | 17,1               |
| 02380      | Hinacourt                  | 3,09             | 32                | 10,36              |
| 02387      | Itancourt                  | 7,11             | 1 086             | 152,74             |
| 02446      | Ly-Fontaine                | 3,47             | 132               | 38,04              |
| 02483      | Mézières-sur-Oise          | 9,59             | 540               | 56,31              |
| 02639      | Remigny                    | 10,07            | 396               | 39,32              |
| 02756      | Urvillers                  | 13,69            | 616               | 45                 |
| 02775      | Vendeuil                   | 14,45            | 920               | 63,67              |

## Démographie
| 1962  | 1968  | 1975  | 1982  | 1990  | 1999  | 2006  | 2007  | 2008  |
| ----- | ----- | ----- | ----- | ----- | ----- | ----- | ----- | ----- |
| 7 245 | 7 264 | 7 144 | 7 596 | 8 014 | 7 752 | 7 858 | 7 869 | 7 897 |

| 2009  | 2010  | 2011  | 2012  | - | - | - | - | - |
| ----- | ----- | ----- | ----- | - | - | - | - | - |
| 7 951 | 7 951 | 7 918 | 7 898 | - | - | - | - | - |